# Тинус де Плеси
Тинус де Плеси (енгл. Tinus du Plessis; 20. мај 1984) професионални је рагбиста и репрезентативац Намибије. Одиграо је 3 утакмице на светском првенству 2007. На светском првенству 2011. проглашен је за најбољег играча утакмице, у мечу Намибија-Велс. Тренутно игра за Вондерерс РФК (тим из Намибије). У каријери је играо у енглеској првој и другој лиги. Најбољи клуб за који је до сада играо био је Воспс.